# Cossignano

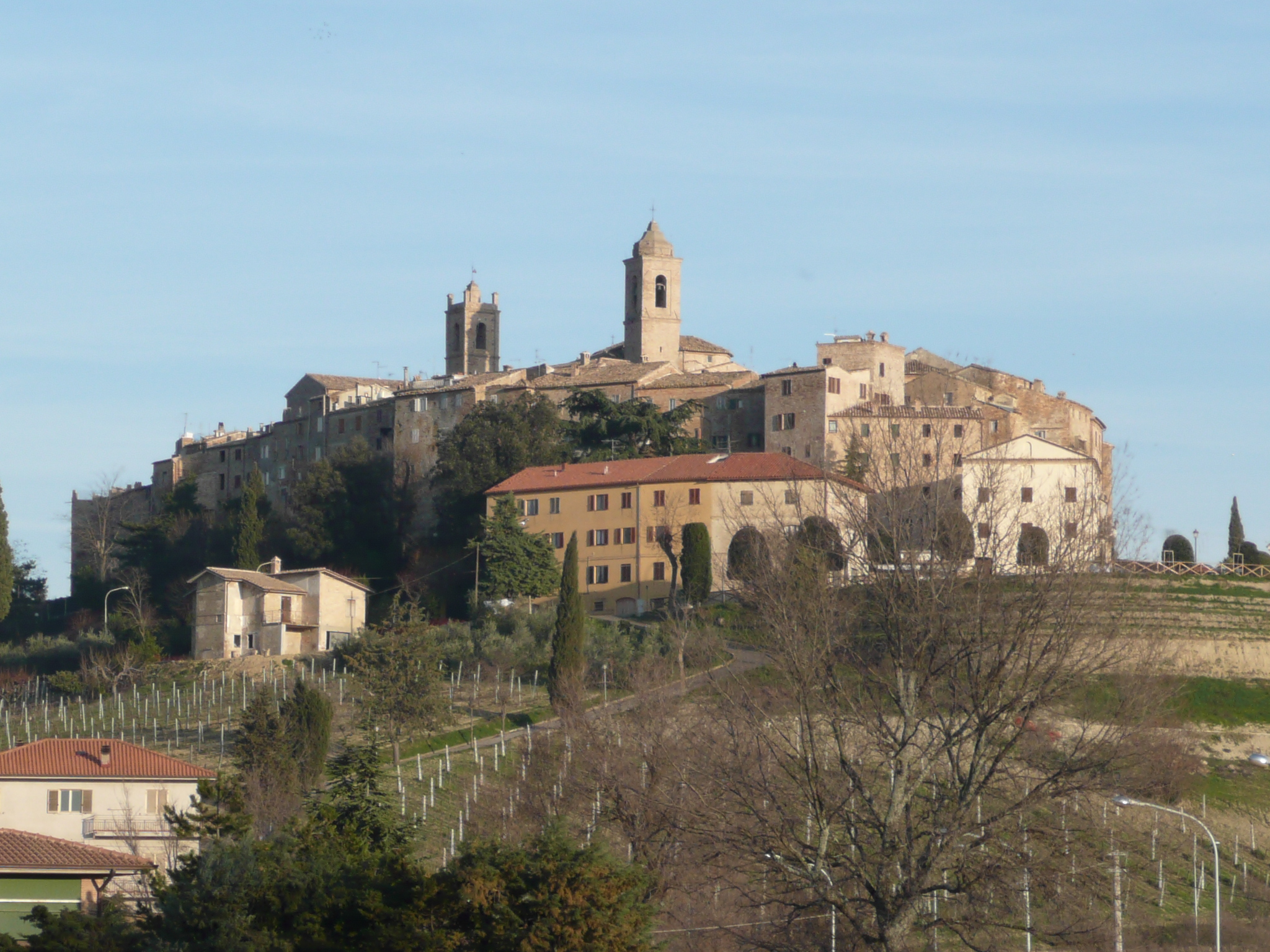
Panorama von Cossignano

Cossignano ist eine italienische Gemeinde (comune) mit 853 Einwohnern (Stand 31. Dezember 2023) in der Provinz Ascoli Piceno in den Marken. Die Gemeinde liegt etwa 16,5 Kilometer nordöstlich von Ascoli Piceno. Die südliche Gemeindegrenze bildet der Tesino.

## Geschichte
An der Stelle des heutigen Cossignano bestand schon in der Antike eine Siedlung der Picener. 268 vor Christus wurde es durch die Römer erobert. Es wurde als fundus Cossinianus benannt.

## Persönlichkeiten
- Lucius Afranius (112–46 vor Chr.), römischer Konsul